# Button (łucznictwo)
Button (łucznictwo) – urządzenie składające się z metalowej, gwintowanej tulei oraz systemu sprężyn, śrub i popychaczy, przykręcane do majdanu w łuku sportowym w celu nadania strzale odpowiedniego odbicia, a co za tym idzie, giętkości. Button decyduje o sposobie ułożenia strzał w macie i jego skupieniu, odpowiednio ustawiony zapewnia dobrą celność i wysokie wyniki.